# راي ويلسون
راي ويلسون (بالإنجليزية: Ray Wilson)‏، من مواليد 17 ديسمبر 1934، لاعب كرة قدم إنجليزي سابق، ومدرب كرة قدم إنجليزي سابق.
لعب مع منتخب إنجلترا لكرة القدم.

## مسيرته الكروية
لعب راي ويلسون خلال مسيرته الاحترافية مع 4 أندية في سبعة عشر موسمًا وسجل خلالها 6 أهداف ضمن 409 مباراة. حيث فاز في موسم واحد بالكأس ولم يفز بأي دوري.
خاض راي ويلسون مسيرته مع نادي هدرسفيلد تاون في موسم 1954–55 ليلعب معه عشرة مواسم، مشاركًا في 266 مباراة سجل خلالها 6 أهداف. ثم انتقل إلى نادي إيفرتون في موسم 1964–65 ليلعب معه خمسة مواسم، حيث شارك في 116 مباراة ولم يسجل أي هدف. لينتقل بعدها إلى نادي أولدهام أثلتيك في موسم 1969–70 لمدة موسم واحد، مشاركًا في 25 مباراة ولم يسجل أي هدف أيضًا. ثم انتقل إلى نادي برادفورد سيتي في موسم 1970–71 لمدة موسم واحد، مشاركًا في مباراتين ولم يسجل أي هدف أيضًا.

## روابط خارجية
- راي ويلسون على موقع الاتحاد الدولي (مؤرشف)  (الإنجليزية)
- راي ويلسون على موقع قاعدة بيانات كرة القدم.إي يو (الإنجليزية)
- راي ويلسون على موقع ناشيونال فوتبول تيمز (الإنجليزية)
- راي ويلسون على موقع Soccerbase.com (مدرب) (الإنجليزية)